# Синий кит
Си́ний кит (также голубо́й кит, или си́ний полоса́тик, или голубо́й полоса́тик, у китобоев — английское блюва́л; лат. Balaenóptera músculus) — морское млекопитающее из инфраотряда китообразных, относящееся к семейству полосатиковых парвотряда усатых китов. Самый крупный кит, самое крупное современное животное, а также, вероятно, самое тяжёлое из всех животных, когда-либо существовавших на Земле. Его длина достигает 33 метра, а масса может значительно превышать 150 тонн.
Синий кит является типичным представителем усатых китов, питающихся планктоном. Он обладает хорошо развитым цедильным аппаратом, образованным пластинами китового уса. Синий кит питается в основном крилем, реже более крупными рачками, мелкой рыбой и головоногими.
Выделяют три подвида синего кита — северный, южный и карликовый, незначительно различающиеся размером и телосложением. Иногда выделяется четвёртый подвид — индийский синий кит. Первые два подвида тяготеют к холодным кругополярным водам, а третий встречается в основном в тропических морях. Образ жизни всех подвидов практически одинаков. Киты держатся преимущественно в одиночку, реже — небольшими группами, причём даже в группах они плавают разрозненно. Исторический ареал синего кита занимал весь мировой океан, однако в настоящее время сильно разорван. По сравнению с образом жизни многих других китообразных образ жизни синего кита изучен недостаточно.
Относительно продолжительности жизни синего кита существуют разные оценки, этот вопрос до конца не выяснен, но в любом случае она велика — по данным различных источников, 80 или 80—90 лет, при этом самый старый из известных экземпляров имел возраст в 110 лет. По мнению некоторых учёных, указанные цифры нуждаются в проверке, но в любом случае в хорошо изученных стадах синего кита (в заливе Святого Лаврентия) срок жизни китов составляет не менее 40 лет. Долгожительство синих китов подчёркивается, например, тем, что при расчётах динамики численности блювалов срок одного поколения принимается за 31 год.
С начала XX века численность синего кита стала быстро снижаться в связи с бесконтрольным промыслом. Китобоев привлекал огромный размер туши этого животного — от одного кита можно было получить намного больше жира и мяса, чем от любого другого китообразного. К 1960-м годам синий кит был практически истреблён и оказался на грани полного исчезновения — в 1963 году оставалось не более 5000 особей. В настоящее время, несмотря на принятые меры охраны, синий кит по-прежнему очень редок — общая численность не превышает 10 000 особей, и для поддержания его стабильного поголовья требуются новые охранные мероприятия. Основную угрозу для китов представляет антропогенный фактор, выражающийся в нарушении их привычного образа жизни и загрязнении морей. Медленное естественное воспроизводство синих китов также значительно препятствует росту их популяции.

## История изучения

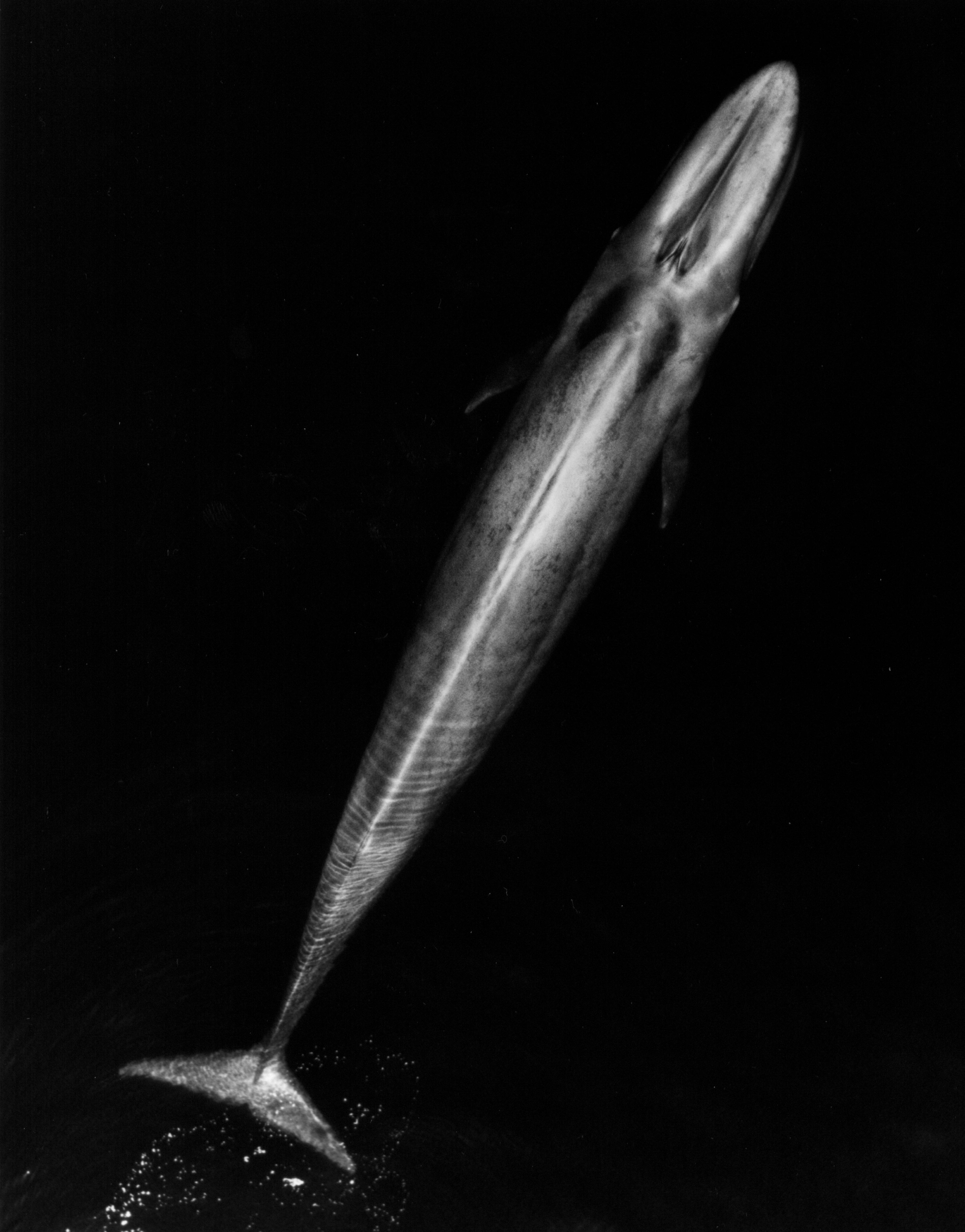
Взрослый синий кит. Заметна стройная, вытянутая форма тела

Первое научное описание синего кита, сделанное шотландским естествоиспытателем Робертом Сиббалдом, относится к 1694 году. Поэтому в старой европейской литературе синий кит часто упоминался под названием «кит Сиббалда» или «полосатик Сиббалда» (англ. Sibbald's Rorqual).
Латинское биноминальное наименование Balaena musculus было дано синему киту знаменитым шведским натуралистом Карлом Линнеем в его труде «Система природы», вышедшем в 1758 году. Первоначальное родовое название, Balaena, переводится с латинского как «кит»; в настоящее время оно используется только по отношению к гренландским китам. Наиболее распространённое современное родовое название, Balaenoptera, состоит из двух частей, латинской и греческой, и означает «китокрылый» (лат. balaena — кит, и греч. πτερόν — крыло [имеется в виду плавник]). Альтернативное родовое название, Rorqualus, происходит от норв. røyrkval, образованного от др.-сканд. reyðr (название китов-полосатиков) и норв. hvalr — «кит». Относительно видового названия musculus существуют разные мнения, поскольку в латинском языке у этого слова существуют два основных значения — «мускул, мышца» и «мышонок». У Плиния Старшего «musculus» и «musculus marinus» — разновидность кита. Есть предположения, что Линней таким образом пошутил, назвав мышонком самое крупное на Земле животное, однако более рациональным кажется предположение, что он имел в виду всё-таки слово «мускулистый».
Детальное изучение синего кита специалистами началось лишь в конце XIX века. До этого синий кит был весьма мало известен даже учёным, специализировавшимся на исследованиях китов, которые зачастую плохо представляли даже внешний вид этого животного. Так, в британской книге «Естественная история отряда китообразных» издания 1834 года рисунок синего кита был сделан совершенно неправильно; в этой книге синий кит проходил под названием «широконосый кит» (англ. broad-nosed whale).
Американский писатель Герман Мелвилл в своём знаменитом романе «Моби Дик» упоминал синего кита под названием «желтобрюхий кит» (англ. sulphur-bottom, букв. — с брюхом цвета серы), или «желтоватый кит», из-за жёлто-зелёного налёта водорослей (англ. yellow tinge, букв. — с жёлтым оттенком). Употребляющееся в русском языке название синего кита блювал происходит от англоязычного названия этого кита — blue whale, букв. — синий кит. В свою очередь, современное название «синий кит» вошло в употребление сравнительно недавно, лишь в конце XIX века. Оно стало широко употребимым благодаря тому, что его популяризировал один из известнейших китобоев того времени, норвежец Свен Фойн. До этого у синего кита не было единого общепринятого названия. Первое известное употребление названия «синий кит» в отношении этого животного в авторитетной литературе относится к первой половине 1880-х годов — оно вошло в Оксфордский словарь английского языка, изданный в 1884 году. Вторым случаем стало размещение статьи с таким названием в Британской энциклопедии в 1888 году.

## Внешний вид и строение

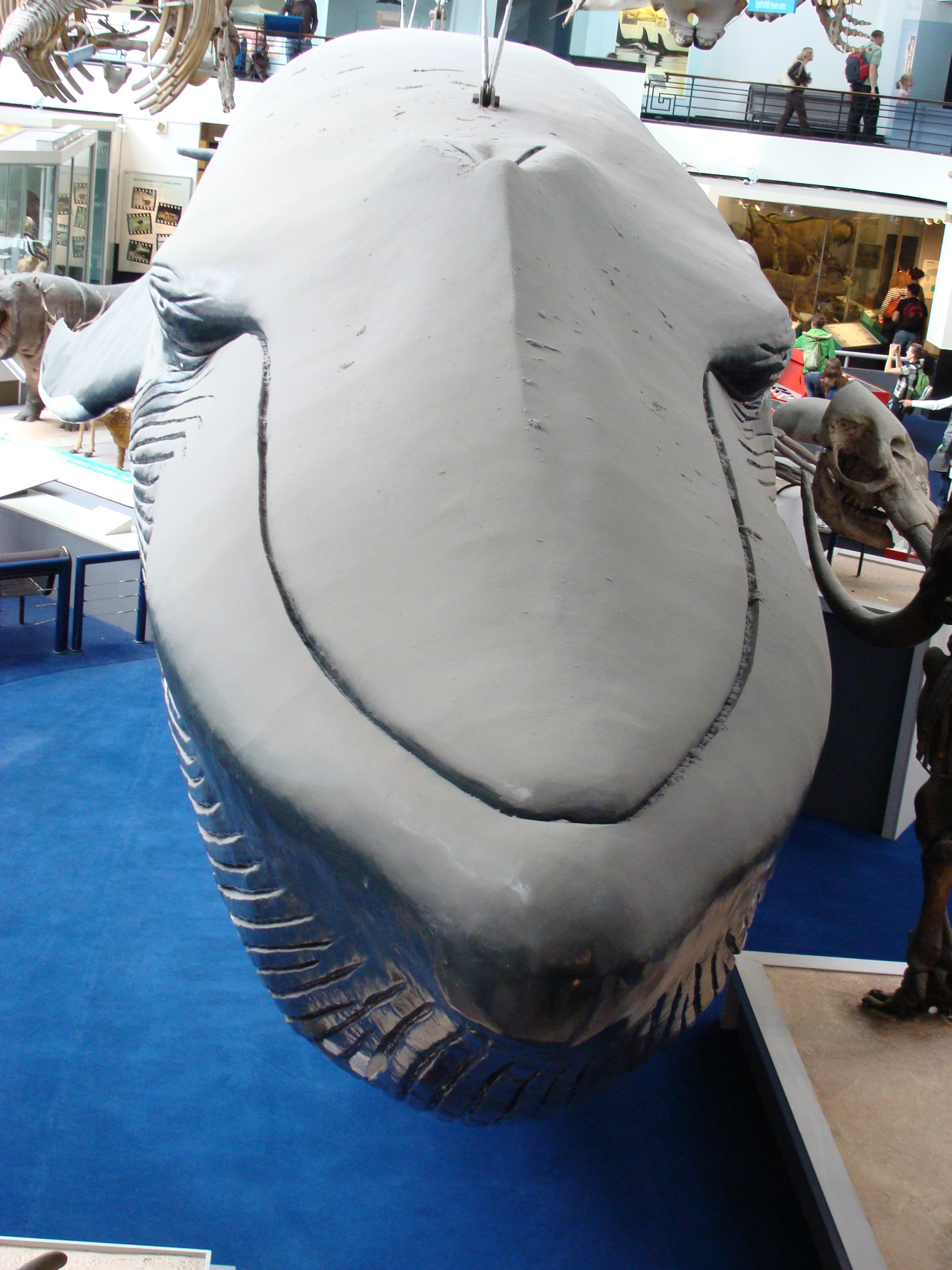
Муляж синего кита в лондонском Музее естественной истории (головой к зрителю). Заметно, насколько верхняя челюсть меньше и у́же нижней

### Внешний вид
У синего кита вытянутое, стройное тело — отношение длины к толщине тела у него значительно больше, чем у других усатых китов. Голова большая, составляющая около 27 % длины тела. Рыло острое, голова при взгляде сверху имеет U-образные очертания, в профиль сильно уплощена. Нижняя челюсть широкая и выгнутая в стороны, охватывает со всех сторон верхнюю, которая значительно у́же нижней, и выдаётся вперёд за конец рыла на 15-30 см. Нижняя челюсть блювала — самая широкая относительно ширины головы среди остальных полосатиков. При взгляде сбоку линия пасти проходит близко к верхней линии головы и почти параллельно ей; угол пасти загибается вниз. На морде имеется небольшое количество (около 20) волосков, служащих для осязания. Маленькие глаза расположены почти над самой пастью, близко к её углу.

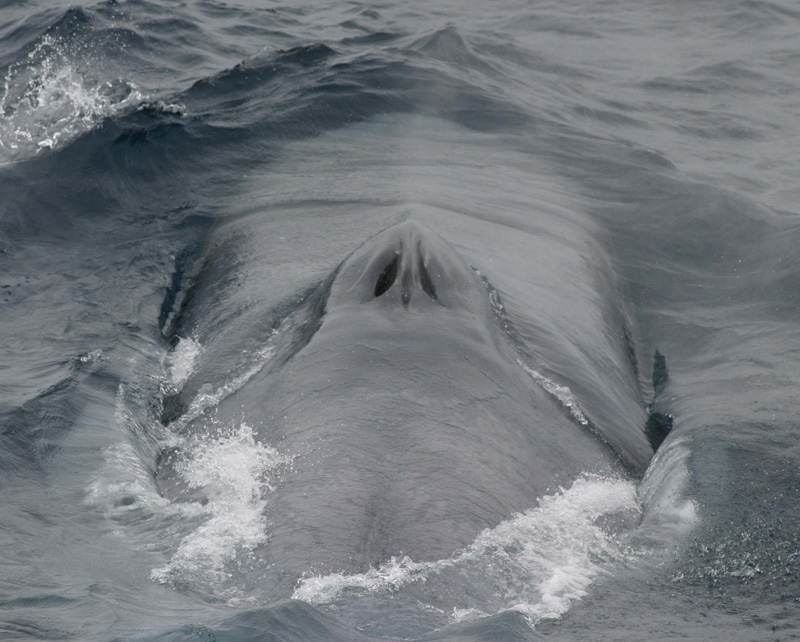
Дыхало синего кита (голова направлена от зрителя)

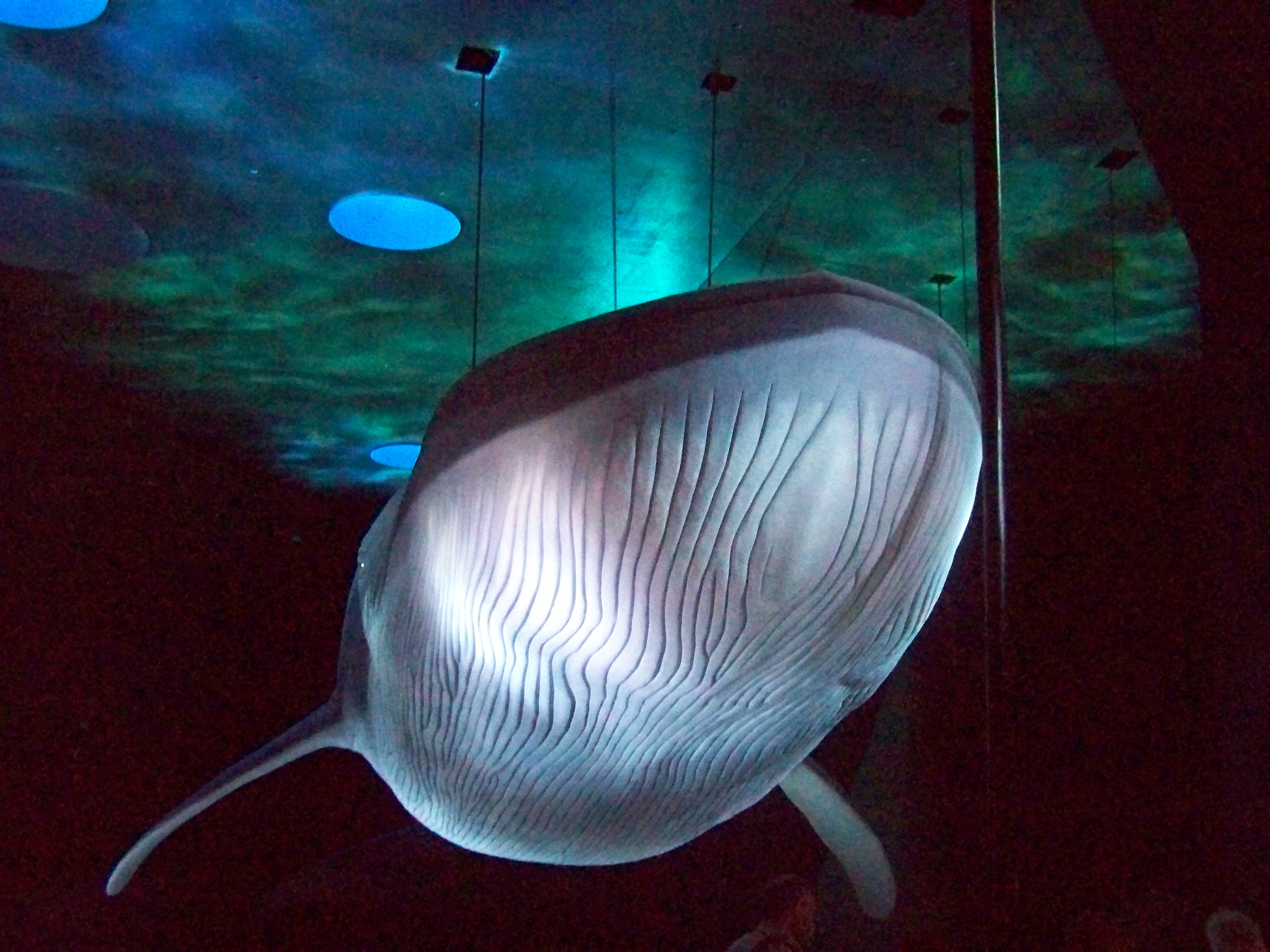
Муляж синего кита в музее немецкого города Штральзунд. На нижней части головы видны полосы

Дыхало, как у всех усатых китов, образовано обеими ноздрями (у зубатых китов только одной левой) и имеет вид двух узких отверстий, сходящихся передним концом. У синего кита оно находится в задней части головы. При выдохе синий кит выпускает вертикальный фонтан воды в виде узкого, расширяющегося вверх конуса или колонны высотой до 9 и даже 10 м. На голове перед дыхалом расположен заметный острый килевидный продольный гребень, который у англоязычных китобоев называется «волнолом» (англ. splash guard).
Спинной плавник синего кита очень маленький, треугольный, заострённый. По сравнению с плавниками других китов он смещён далеко назад и находится у начала последней трети тела. Его форма варьирует, у некоторых экземпляров плавник еле заметен, у других развит сильнее и имеет сильный серповидный вырез сзади. Кроме того, края́ плавника, особенно задний, покрыты царапинами, образующими индивидуальный рисунок, по которому наблюдатели узнаю́т конкретного кита. Спинной плавник синего кита относительно длины тела — самый маленький среди всех усатых китов, его длина составляет всего лишь около 1 % длины тела (максимум 35 см). При нырянии синего кита часть его спины с плавником, как правило, уходит под воду последней. Грудные плавники синего кита вытянутые и узкие. В длину они бывают около 1/7 длины тела; хвостовой плавник в ширину достигает 7,6 м; он имеет сравнительно небольшой вырез. Хвостовой стебель необычайно толстый.
Как у всех китов-полосатиков, у синего кита имеется большое количество продольных полос или борозд на нижней части головы, которые продолжаются на горле и брюхе. Они образованы складками шкуры и играют двойную роль — помогают глотке кита сильно растягиваться при заглатывании большого объёма воды с кормом (больше, чем в полтора раза по объёму), а также улучшают гидродинамические свойства тела кита. У синего кита таких полос обычно 55—68 и даже 80—90.

### Размер
Синий кит является крупнейшим из всех китообразных (и одновременно — крупнейшим животным на Земле).
Огромный размер синего кита, по отзывам его видевших, производит сильное впечатление. Как заметил один из специалистов, многократно наблюдавший блювалов:
Когда видишь синего кита, проплывающего мимо, это немного похоже на то, словно стоишь на платформе станции у проходящего поезда, надеясь, что ветер от поезда не затянет тебя под колёса.
Самым большим из зарегистрированных экземпляров была самка, забитая китобоями в 1926 году близ Южных Шетландских островов. Её длина составляла 33,58 метра. Этот кит не был взвешен, но масса его, по-видимому, значительно превышала 150 т. Есть также данные, что в 1947 году китобоям у Южной Георгии попался 190-тонный блювал. Известен и 181,4-тонный синий кит. 30-метровые синие киты регистрировались неоднократно — в 1922 году такой кит заплыл в Панамский канал, а в 1964 году 30-метровый кит массой 135 тонн был забит у Алеутских островов советскими китобоями. Как у всех усатых китов, самки крупнее самцов.
Максимальная зарегистрированная длина самцов указывается в 31 метр. Однако определение точной массы синих китов было связано с существенными сложностями, поскольку на китобойных судах отсутствовало оборудование, способное взвешивать огромные туши блювалов. Поэтому их взвешивали по частям, причём методика взвешивания была окончательно выработана только к 1926 году. Существует мнение, что синие киты несколько измельчали в результате хищнического промысла, но в прошлом, когда блювалы были многочисленнее, среди них могли попадаться экземпляры до 37 метров в длину.
Гиганты длиной 30 м и больше среди синих китов всё же редки; средний размер несколько меньше — в Северном полушарии 22,8 м для самцов и 23,5 м для самок, а в Южном — на метр крупнее. Другие источники указывают на 25 и 27 м соответственно для обоих полушарий.
Согласно современным исследованиям, крупные размеры китов связаны с неравномерностью распределения пищи в океане. Большой объём тела позволяет, с одной стороны, поглощать много корма, когда он в высокой концентрации, а с другой, в течение долгого времени выживать в условиях его недостатка. Жир, накопленный за время интенсивной кормёжки, позволяет киту обходиться почти без еды несколько месяцев.

### Особенности строения
Зрение у синего кита очень плохое; также у него плохое обоняние и, по-видимому, практически отсутствует чувство вкуса. Однако у него отлично развиты слух и осязание.
Язык синего кита весит до 4 т. Глотка синего кита узкая — всего около 10 см в диаметре.
Объём лёгких у синего кита существенно превышает 3 тыс. литров — у 26,7-метрового экземпляра, весившего 122 т, например, — 3050 литров. Это примерно в полтора раза больше, чем у крупного финвала, второго по величине полосатика. В связи с недостаточной разработанностью методики измерения встречаются и другие оценки объёма лёгких, даже до 14 тыс. литров, хотя эта оценка, видимо, сильно завышена хотя бы потому, что относительный объём лёгких синего кита — около 2,5 % от массы тела (в сравнении с 7,1 % у человека). Количество крови у крупного блювала — свыше 8 тыс. литров.
Масса сердца у крупного синего кита приближается к тонне, и, хотя в отношении к размеру тела это примерно соответствует размеру сердца других полосатиков, сердце блювала относительно намного меньше (в 2—3 раза), чем у зубатых китов. Тем не менее, сердце синего кита абсолютно самое большое во всём животном мире. Пульс не бывает чаще, чем 20 ударов в минуту, обычно же 5—10 ударов.
Масса сердца наиболее крупного препарированного экземпляра составляет 180 кг.
Диаметр спинной аорты достигает 40 см. Синий кит в местах нагула бывает очень жирен. Масса шкуры с подкожным жиром у него достигает 27 % массы тела — больше, чем у других китов-полосатиков, хотя меньше, чем у гладких китов. Так, у жирной самки синего кита, забитой в 1948 году, на жир приходилось около 31 т из 108,6 т общей массы тела, у другой — 32,3 т из 127,5 т. Толщина жирового слоя достигает 30 см.

### Кожа и её окрас
Кожа синего кита достаточно гладкая и ровная, за исключением полос на горле и брюхе. Синий кит почти не обрастает различными накожными паразитами (усоногими ракообразными), которые в большом количестве поселяются на других китах, особенно горбатом. Однако усоногие часто поселяются у синего кита на пластинах китового уса. Возможно, одной из причин слабого обрастания кожи является высокая скорость плавания, но это не единственная причина, поскольку синие киты Северного полушария обрастают накожными паразитами меньше, чем киты Южного полушария.

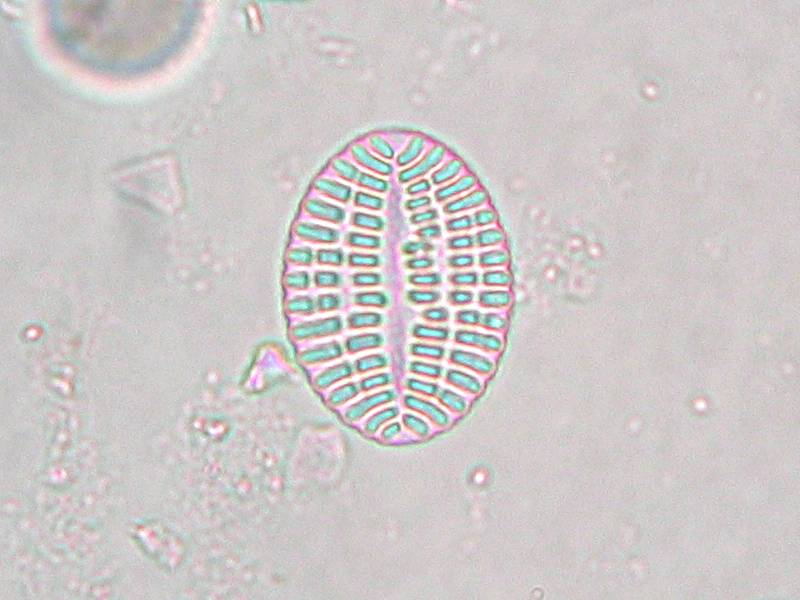
Диатомовая водоросль Cocconeis duplex, сходная с Cocconeis ceticola

Окрас синего кита, в целом, довольно однообразен. Его кожа скорее серая, с голубым оттенком (иногда может быть или более серая, или более голубых тонов), при этом голова и нижняя челюсть имеют наиболее тёмную окраску, спина несколько светлее, бока и брюхо ещё светлее. По телу разбросаны серые пятна разной величины и формы, придающие телу кита «мраморность». Ближе к хвосту количество пятен увеличивается. Кожа на внутренней стороне грудных плавников значительно светлее, чем на остальном теле, а на нижней стороне хвостовых лопастей, наоборот, темнее. При взгляде сверху сквозь слой воды кит кажется синим, что обусловило его название.
В районах нагула, в холодных водах синий кит (это свойственно и другим усатым китам) обрастает микроскопическими диатомовыми водорослями, в основном, Cocconeis ceticola, которые образуют на его коже плёнку, придающую окраске кита зеленоватый оттенок. Этот водорослевый налёт исчезает, когда кит возвращается в более тёплые воды. Из-за этого обрастания брюхо синего кита иногда приобретает желтоватый цвет, который может быть довольно ярким, даже горчичного оттенка. Мёртвый синий кит плавает обычно брюхом вверх, поэтому он хорошо виден с большого расстояния.

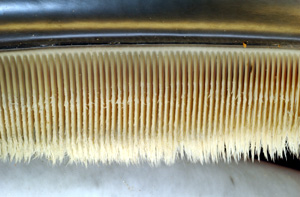
Китовый ус

### Китовый ус
Как и все усатые киты, синий кит имеет внутри пасти несколько сотен пар пластин китового уса, состоящих из рогового вещества (кератина). Длина пластин уса у синего кита составляет от 90 см до метра, наибольшей длины пластины достигают в задних рядах, ближе к передней части пасти их длина постепенно уменьшается до полуметра, ширина пластин составляет около 50—53 см.
Масса одной крупной пластины уса у синего кита бывает до 90 кг, что больше, чем у других полосатиков, но меньше, чем у гладких китов. С каждой стороны верхней челюсти синего кита расположено от 260 до 400 пластин, так что всего у него 540—790 пластин, иногда свыше 800.
Ус синего кита — совершенно чёрного, «смоляного» цвета (нёбо между рядами уса такого же чёрного цвета, что вообще является отличительной чертой полосатиков рода Balaenoptera). Как и у других усатых китов, пластины уса у синего кита имеют примерно форму треугольника вершиной вниз, внутренняя сторона и вершина которого размочалены на волосообразную бахрому. У синего кита бахрома на пластинах уса довольно грубая и жёсткая, что является приспособительной чертой к питанию сравнительно крупными рачками, в то время как гладкие киты, потребляющие очень мелких планктонных рачков, имеют тонкую и эластичную бахрому.

## Подвиды
Вопрос о подвидах синего кита полностью не решён, но в большинстве источников указывается, что существуют три подвида:
- Северный (Balaenoptera musculus musculus Linnaeus 1758); типовой подвид. Именно этот подвид был первым описан Карлом Линнеем в 1758 году[14], поэтому он и стал типовым.
- Южный (Balaenoptera musculus intermedia, Burmeister, 1872). Это наиболее многочисленный подвид, всегда составлявший основную часть мирового стада блювалов[14]. Основное отличие от типового подвида — более крупный размер, но в целом внешних признаков, по которым южного синего кита можно уверенно отличить от северного при наблюдениях в море, немного. Эти признаки зачастую трудно выявить даже специалистам[43].
- Карликовый (Balaenoptera musculus brevicauda, Ichihara, 1966), называемый иногда синим китом-пигмеем. Популяция этих китов была открыта в 1959 году в Индийском океане в районе островов Кергелен, Крозе и Херд[7] и описана как отдельный подвид в 1961 году[44]. На тот момент поголовье китов-пигмеев было оценено в 10 тыс. Карликовым этот подвид называется условно — средняя длина карликовых синих китов всего на 3 метра меньше, чем у остальных подвидов. Окраска этих китов более светлая, они отличаются также телосложением, длина хвостового стебля у них меньше[7], что, по словам наблюдателей, сразу бросается в глаза при нырянии кита[45] (это отражено в латинском наименовании: лат. brevicauda — короткохвостый). Тело карликового синего кита несколько более толстое, каплевидное, чем у типового подвида[22], а пластины китового уса короче[44].

Ареал карликового подвида находится, в основном, в субантарктических водах Индийского океана, преимущественно между 0° и 80° восточной долготы. Карликовые киты, вероятно, обитают также западнее этого района — в Южной Атлантике — и восточнее, встречаясь в Тасмановом море. Полные данные о численности данного подвида, равно как и его таксономические особенности требуют уточнения, поскольку ещё в 2003 году Международный союз охраны природы (МСОП) указывал на нехватку такой информации. Интересно также, что звуковые сигналы, издаваемые карликовыми китами, отличаются от голоса синих китов южного подвида. Присутствующая в окраске синих китов пятнистость, появляющаяся (как и у других полосатиков) после посещения тёплых вод, у китов-пигмеев выражена слабо, в связи с чем был сделан вывод, что этот подвид не мигрирует. Исследователи решили также, что стадо блювалов-пигмеев сложилось из североатлантических переселенцев: показательно, что хвостовой стебель пигмеев столь же укорочен, как и у ньюфаундлендских синих китов.
- Некоторые учёные выделяли четвёртый подвид, свойственный северной части Индийского океана, индийский синий кит (Balaenoptera musculus indica, Blyth, 1859)[25][32], но современные исследования считают, что эти киты, скорее, лишь часть общего стада карликового подвида[14].

Вопрос о подвидах синего кита до сих пор разработан недостаточно; так, некоторые исследователи считают карликового синего кита отдельным видом.

## Ареал и миграции

### Ареал
В целом синий кит является космополитом. Его исторический ареал охватывал практически весь мировой океан, хотя стада блювалов тяготели к определённым отдельным регионам. Северный и южный подвиды чаще встречаются в холодных водах, карликовые киты живут в более тёплых водах. Южный подвид большую часть времени держится в холодных субантарктических водах. Его зимние миграции изучены по сей день недостаточно, но во всяком случае, этот кит поднимается достаточно далеко на север — южные синие киты отмечались у берегов ЮАР, Намибии и Чили.

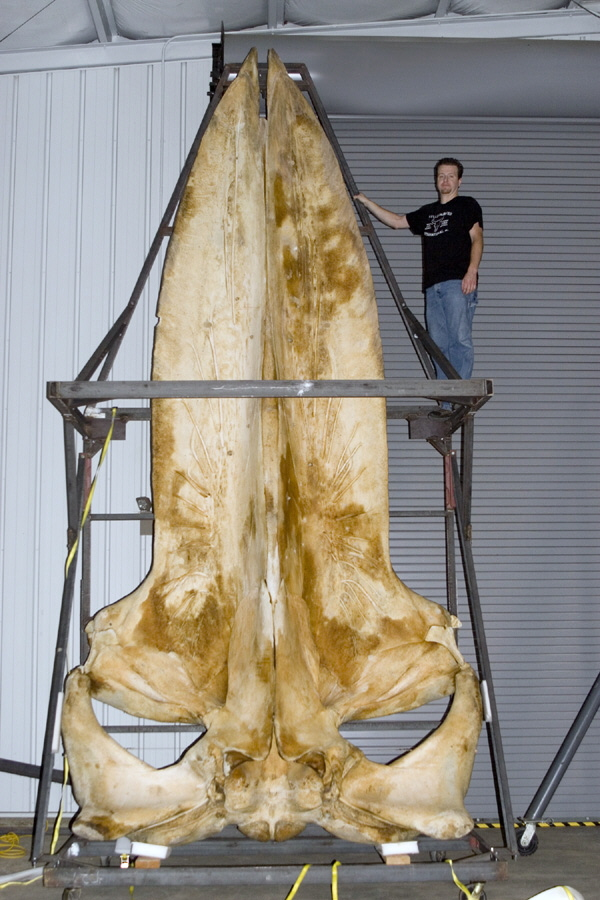
Череп синего кита без нижней челюсти. Длина данного черепа — более 6 м

В Индийском океане синие киты круглый год встречаются в экваториальных водах. Их можно особенно часто заметить у Шри-Ланки и Мальдив, несколько реже у Сейшельских островов и в Аденском заливе. У Шри-Ланки они встречаются настолько часто, что некоторые наблюдатели считают побережье Шри-Ланки наиболее подходящим местом для наблюдения за блювалами.
По мнению американских цетологов, в северной части Тихого океана существует более одной популяции синего кита, а возможно и до 5. Вопрос об отдельных популяциях (или, как их принято называть среди учёных и китобоев, стадах) вплоть до 1990-х годов оставался малоизученным — он мало обсуждался даже в рамках Международной китобойной комиссии. Киты из различных стад почти никогда не смешиваются, хотя их ареал и может находиться рядом. Что касается Северного полушария в целом, то специалисты выделяли до 10 отдельных популяций. Некоторые исследователи на основании изучения голосовых сигналов синих китов выделяют 9 популяций.
В восточной части Тихого океана синие киты начинают встречаться у чилийского побережья около 44° южной широты. Они, видимо, отсутствуют в Тихом океане у американского побережья от Коста-Рики до Калифорнии, но в калифорнийских водах становятся многочисленными. Севернее 40° с. ш. они чаще встречаются в полосе от побережья штата Орегон до Курильских островов и дальше к северу до Алеутской гряды; но далеко в Берингово море не заходят. В прошлом блювалы встречались в водах около Японии и Корейского полуострова, где сейчас их нет. В российских водах синие киты встречаются крайне редко. Небольшие группы или одиночные животные отмечались у мыса Лопатка.
Поголовье синих китов в северной части Атлантического океана немногочисленно в сравнении со стадами в Южном полушарии. В Северной Атлантике блювал наиболее часто попадается у канадского побережья в районах между Новой Шотландией и проливом Дэвиса. Блювалов встречают в Датском проливе, а также у Исландии и Шпицбергена В прошлом синих китов добывали у побережья континентальной Норвегии, на Фарерских островах и у северо-западного побережья Британских островов. Изредка блювалов можно встретить у берегов Испании и Гибралтара. Хотя, по данным Международной Красной книги, синие киты в Средиземное море не заходят, при перечислении мест обитания синего кита специалисты МСОП упоминают воды Греции.
Известно, что синие киты, проводящие лето в высоких широтах обоих полушарий, к зиме мигрируют в более тёплые районы низких широт. Зимние миграции синего кита в Северной Атлантике почти не изучены. Для специалистов долгое время оставалось непонятным, почему синие киты с наступлением холодного времени года всегда уходят из Антарктики на север, в тёплые воды, несмотря на то, что на прежнем месте остаётся хорошая кормовая база. По всей видимости, это вызвано тем, что самки при рождении детёнышей стремятся увести их из холодных районов, поскольку слабо развитый жировой слой плохо защищает детёнышей от холода.
При миграциях синий кит южного или обыкновенного подвида крайне редко пересекает экватор. Известно, что с 1912 по 1935 годы китобойная береговая станция и плавучие станции у побережья Французского Конго переработали 10 261 китовую тушу, но синих китов среди этого количества было только 2.

### Государства, в водах которых встречается синий кит
По данным МСОП, ареал синего кита охватывает воды следующих государств и территорий:
Австралия, Ангола, Аргентина, Багамские острова, Бангладеш, Бенин, Бермудские острова, Бразилия, Великобритания, Восточный Тимор, Габон, Гана, Гватемала, Гибралтар, Гренада, Гренландия, Греция, Джибути, Западная Сахара, Канада, Кения, Коста-Рика, Кот-д’Ивуар, Индия, Индонезия, Иран, Ирак, Исландия, Испания, Йемен, Камерун, Китай (с Тайванем), Кокосовые острова, Колумбия, Коморские Острова, Мавритания, Мадагаскар, Малайзия, Мальдивы, Маршалловы острова, Марианские острова, Марокко, Мексика, Мозамбик, Мьянма, Намибия, Новая Зеландия, Новая Каледония, Нигерия, Никарагуа, Норвегия, Оман, Остров Святой Елены, Острова Зелёного Мыса, Острова Кука, Пакистан, Палау, Панама, Перу, Питкэрн, Португалия, Реюньон, Россия, Сан-Томе и Принсипи, Сальвадор, Сейшельские острова, Сенегал, Сен-Пьер и Микелон, США, Сомали, Таиланд, Танзания, Того, Уругвай, Фарерские острова, Филиппины, Фолклендские острова, Франция, Французские Южные территории, Цейлон, Чили, Эквадор, Экваториальная Гвинея, Эритрея, ЮАР, Южная Георгия и Южные Сандвичевы острова, Япония.

## Родство с другими китами
Синий кит — типичный полосатик, обычно объединяемый в один род Balaenoptera с 8 близкородственными видами — финвалом, сейвалом, малым полосатиком, полосатиком Идена, южным полосатиком, полосатиком Брайда и недавно выделенными в отдельные виды Balaenoptera omurai и Balaenoptera ricei. Вопрос о степени их родства друг с другом до последнего времени был изучен слабо. Недавние генетические исследования показывают, что синий кит находится в наиболее близком родстве с полосатиком Брайда, полосатиком Идена, сейвалом, Balaenoptera ricei и Balaenoptera omurai (см. схему); учитывая вероятную парафилию Balaenoptera по отношению к серым и горбатым китам, некоторые авторы предлагают выделить указанные таксоны в род Rorqualus с синим китом (Rorqualus musculus) в качестве типового вида.
Отмечались смешанные группы синих китов и финвалов. Интересно, что между этими двумя китами случаются помеси — науке известны как минимум 14 случаев гибридизации синего кита с финвалом. Также наблюдатели замечали синих китов, пасущихся совместно с горбатыми китами.
Палеонтологическая история синего кита изучена недостаточно. Возможно, что новые находки ископаемых остатков прольют свет на этот вопрос.

## Голосовые сигналы
Голосовые сигналы синий кит использует, прежде всего, для обмена сигналами с сородичами; они, очевидно, не используются для эхолокации. Звуки, издаваемые синим китом, имеют частоту, в среднем, ниже, чем у других полосатиков, в основном в диапазоне ниже 50 Гц, а преимущественно — 8—20 Гц, то есть являются инфразвуками. Их интенсивность почти не бывает ниже 60 децибел, наибольшую интенсивность крики блювалов имеют на самых низких частотах, около 1 Гц, такие сигналы длятся 8—18 секунд. Инфразвуковые сигналы лучше всего подходят для общения на больших расстояниях в условиях миграций, когда киты движутся в нескольких километрах один от другого.
Исследования американских специалистов, проведённые у Антарктиды, показали, что синие киты могут обмениваться сигналами на расстоянии до 33 км. Голос блювала, как и других крупных китов, чрезвычайно громкий. Указанное исследование приводит данные, что в среднем голоса синих китов имели интенсивность в 189 децибел на 1 микропаскаль на расстоянии в 1 метр (в диапазоне 25—29 Гц). Сигналы подобной громкости (интенсивностью 188 децибел в диапазоне 14—222 Гц) регистрировались и ранее. Голос синего кита интенсивностью 189 децибел регистрировался учёными на расстоянии 200 км, но другие исследователи сообщали, что им удавалось зарегистрировать крики синих китов на расстоянии 400 и даже 1600 км.

## Образ жизни
В целом синий кит проявляет склонность к одиночеству в большей степени, чем все остальные китообразные. Синий кит не образует стад, он — преимущественно одиночное животное, хотя иногда синие киты и образуют немногочисленные группы, состоящие из 2—3 голов. Лишь в местах с особо обильным кормом они могут образовывать более крупные скопления, делящиеся на более мелкие группы. В таких группах киты держатся разрозненно, хотя общая численность подобных скоплений синих китов достигает 50—60 голов.
Синий кит, плавая у поверхности воды, далеко не так маневренен, как некоторые другие крупные китообразные. В общем, движения блювала медленнее и, по словам учёных, более неуклюжи, чем у других полосатиков. Активность синих китов в тёмное время суток изучена слабо. Вероятнее всего, блювал ведёт дневной образ жизни — об этом говорит, например, то, что киты у побережья Калифорнии ночью почти прекращают передвижение.

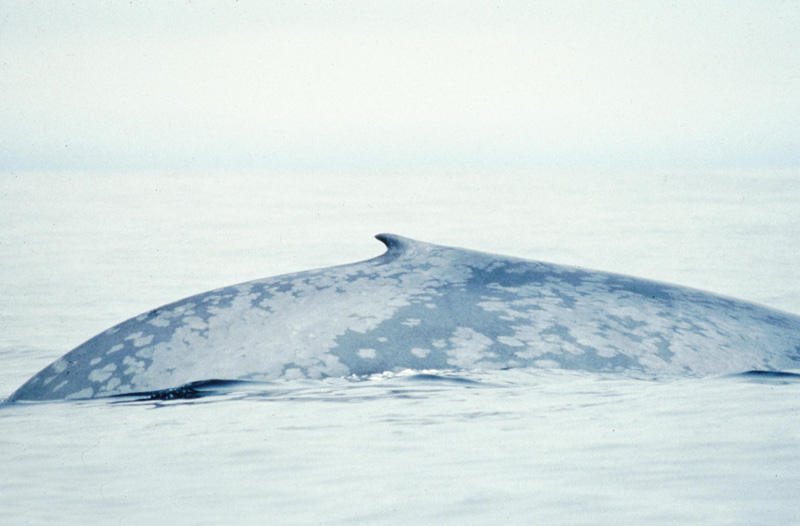
Ныряющий синий кит показывает спину с плавником

### Передвижение и ныряние
Ныряет синий кит довольно глубоко, особенно если он сильно испуган или ранен. Данные, полученные китобоями с помощью специальных приборов, укреплённых на гарпуне, показали, что загарпуненный синий кит может погружаться до 500 м, а по американским данным, кит способен погружаться до 540 м. Обычные погружения кормящегося кита редко превышают 200 м, а чаще бывают не глубже 100 м. Такие погружения продолжаются от 5 до 20 минут. Пасущийся кит ныряет довольно медленно — на погружение на 140 м и последующее всплытие у него уходит около 8 минут. После всплытия дыхание кита учащается до 5—12 раз в минуту, при этом каждый раз появляется фонтан. Учащённое дыхание продолжается 2—10 минут, после чего кит ныряет снова. Преследуемый китобоями блювал находится под водой гораздо дольше, чем обычно, до 50 минут.
После длительного и глубокого погружения синий кит делает серию из 6—15 коротких выныриваний и мелких погружений. На каждое такое выныривание у него уходит 6—7 секунд, на мелкое погружение — 15—40 секунд. За это время кит успевает проплыть 40—50 м, неглубоко под поверхностью воды. Самыми высокими выныриваниями в серии бывают первое после подъёма из глубины и последнее (перед погружением). В первом случае кит, слабо изгибая тело, показывает сначала самый верх головы с дыхалом, затем спину, спинной плавник и, наконец, хвостовой стебель. Уходя на глубину, синий кит сильно изгибает тело, наклоняя голову вниз, так, что самой высокой точкой становится часть спины с плавником, которые показываются, когда голова и передняя часть спины уже находятся глубоко под водой. Потом «дуга» спины становится всё ниже, и кит скрывается, не показав хвоста. Хвостовой плавник ныряющий синий кит показывает редко — примерно в 15 % случаев ныряния. Наблюдения за синими китами у южного побережья Калифорнии показали, что они проводят под водой 94 % времени.
На короткой дистанции синий кит может плыть со скоростью до 37 км/ч, а в исключительных случаях — 48 км/ч, но долго такую скорость удерживать не может, поскольку это представляет слишком большу́ю нагрузку на организм. При такой скорости кит развивает мощность до 500 лошадиных сил. Пасущийся блювал передвигается медленно, 2—6 км/ч, во время миграций быстрее — до 33 км/ч.

### Дыхание
Дышит синий кит 1-4 раза в минуту в спокойном состоянии. Исследования 1970-х годов показали, что частота дыхания у синих китов (и полосатиков вообще) сильно зависит от размера и возраста кита. Молодые киты дышат намного чаще взрослых — так, при всплытии после глубокого погружения частота дыхательных актов (вдох-выдох) у синего кита длиной 18 м была 5—10 за 2 минуты, в то время как у взрослого 22,5-метрового блювала — 7-11 раз за 12,5 минут. Частота дыхания у китов такого размера, которые не ныряли, была 2—4 и 0,7-2 раза в минуту соответственно. Преследовавшийся китобоями взрослый синий кит дышал (давал фонтан) 3—6 раз в минуту.

### Питание
Рацион синего кита принципиально не отличается от рациона других полосатиков. Синий кит — типичный планктоноед, в составе корма у него преобладают мелкие (не больше 6 см длиной) рачки из отряда эвфаузиевых, образующие массовые скопления, — так называемый криль.
Состав корма синего кита в Северном полушарии изучен достаточно полно. В каждом из районов обитания в рационе синего кита превалируют определённые 1—2 вида рачков. Так, в водах Северной Атлантики среди потребляемого синим китом криля преобладают два вида: Thysanoessa inermis и Meganyctiphanes norvegica; в заливе Святого Лаврентия к ним добавляется Thysanoessa raschii. В северной части Тихого океана кит поедает в основном Euphausia pacifica и, в меньшей степени, Thysanoessa spinifera.

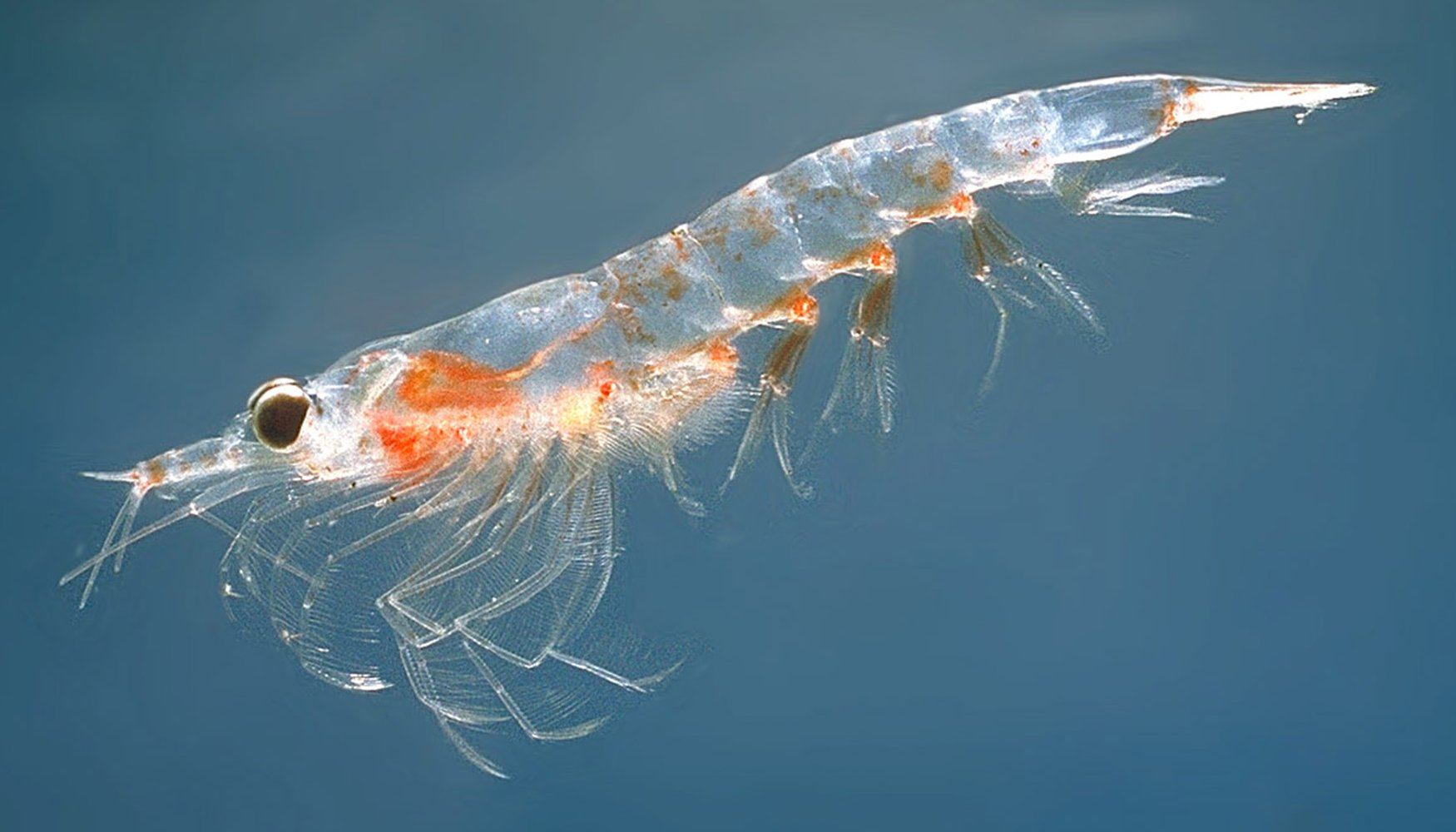
Рачок Meganyctiphanes norvegica, составляющий в Северном полушарии основную массу криля

Рыба, если и играет какую-то роль в рационе синего кита, то очень незначительную. Советские источники указывали, что синий кит рыбу не поедает вообще; другие источники более определённо указывают, что рыба им всё же поедается. Скорее всего, заглатывание рыбы и прочих мелких морских животных происходит случайно, при поедании масс криля. Возможно также, что поедание мелкой стайной рыбы и мелких кальмаров, наблюдавшееся в западной части Тихого океана, вызывается отсутствием больших скоплений планктонных ракообразных. Помимо незначительного количества мелкой рыбы, в желудке синего кита находили мелких ракообразных, не относящихся к крилю.
Синий кит кормится так же, как и остальные киты-полосатики. Пасущийся кит медленно плывёт, открывая пасть и набирая в неё воду с массой мелких ракообразных. Полосы на горле позволяют пасти кита растягиваться очень сильно, этому же очень способствует и подвижное сочленение костей нижней челюсти. Зачерпнув воду с рачками, кит закрывает пасть и языком выжимает воду обратно сквозь китовый ус. При этом планктон оседает на бахроме уса и затем заглатывается.
Огромная нижняя челюсть, наполненная водой с кормом, имеет настолько большую массу, что синему киту иногда сложно двигать ей, чтобы закрыть пасть (замеры 150-тонного синего кита длиной 29 м показали, что его пасть могла вместить 32,6 м³ воды). Поэтому нередко синий кит, набрав в пасть корм, переворачивается на бок или даже на спину, и тогда пасть захлопывается сама под действием силы тяжести. Из-за огромных размеров синий кит вынужден потреблять очень большое количество корма — в день блювал поедает, по разным данным, от 3,6 до 6—8 т криля, причём подсчитано, что число отдельных рачков в этой массе достигает 40 млн. В целом, в сутки синему киту требуется корма примерно 3—4 % от массы тела. Вышеупомянутый кит при объёме пасти 32,6 м³ мог за один раз захватывать свыше 60 кг рачков при обычной плотности криля в океане. Туго набитый желудок блювала может вмещать до тонны корма и даже до полутора тонн.
Киты, приходящие для нагула в холодные воды Южного полушария, бывают, по выражению учёных, «пугающе худыми», но очень быстро набирают массу и жиреют. Продолжительность нагула и интенсивной кормежки синего кита — около 120 дней. У китов в тропических широтах желудок в большинстве случаев оказывался пустым, в то время, как в водах Антарктики желудок блювала был туго набит в 70 % случаев.

### Размножение

#### Рождение
Естественное воспроизводство синего кита идёт очень медленно, настолько, что в 1980-е годы утверждалось, что прирост популяции не способен компенсировать её убыль. Прирост поголовья синих китов — самый медленный среди всех усатых китов.
Самки рожают раз в два года. Этот срок, возможно, иногда варьирует в зависимости от плотности популяции китов и в последние десятилетия мог уменьшиться. Беременность длится около 11 месяцев, другие данные указывают на 10—12 месяцев и 11—12 месяцев; неоднозначные оценки этого срока могут быть вызваны недостатком информации — ещё в конце 1960-х годов единого мнения на этот счёт у специалистов не существовало. Рождается, в подавляющем большинстве случаев, один детёныш, длиной 6—8,8 м и массой 2—3 т (обычно 2700—3600 кг). О рождении у блювала двоен стало известно лишь сравнительно недавно; считается, что двойня рождается в среднем в 1 случае из 100. Сроки беременности, по-видимому, сильно растянуты, о чём свидетельствует значительная разница в величине зародышей, добытых в одно и то же время у разных китов в одном районе. У самок синего кита образуется несколько зародышей, и только на более поздних стадиях беременности лишние зародыши рассасываются, что свойственно и другим китообразным как атавизм, унаследованный от сухопутных предков, приносивших много детёнышей. Максимальное зарегистрированное число эмбрионов у самки синего кита — 7. Зародыш синего кита весьма крупный, даже на самых ранних стадиях развития, в конце первого месяца, он имеет длину свыше полуметра, на исходе второго месяца — больше 80 см.
У берегов Калифорнии самки с детёнышами наблюдаются с декабря по март. Интересно, что рождаемость синих китов заметно увеличилась в 1930-е годы, то есть в период наиболее интенсивного промысла, что, вероятно, было реакцией на чрезмерный вылов. И наоборот, в 1940-е годы, когда в связи с войной китобойный промысел почти прекратился, рождаемость снизилась. Однако увеличение рождаемости могло быть связано и с ростом количества криля, который сильно расплодился в условиях уменьшения количества крупных китов.

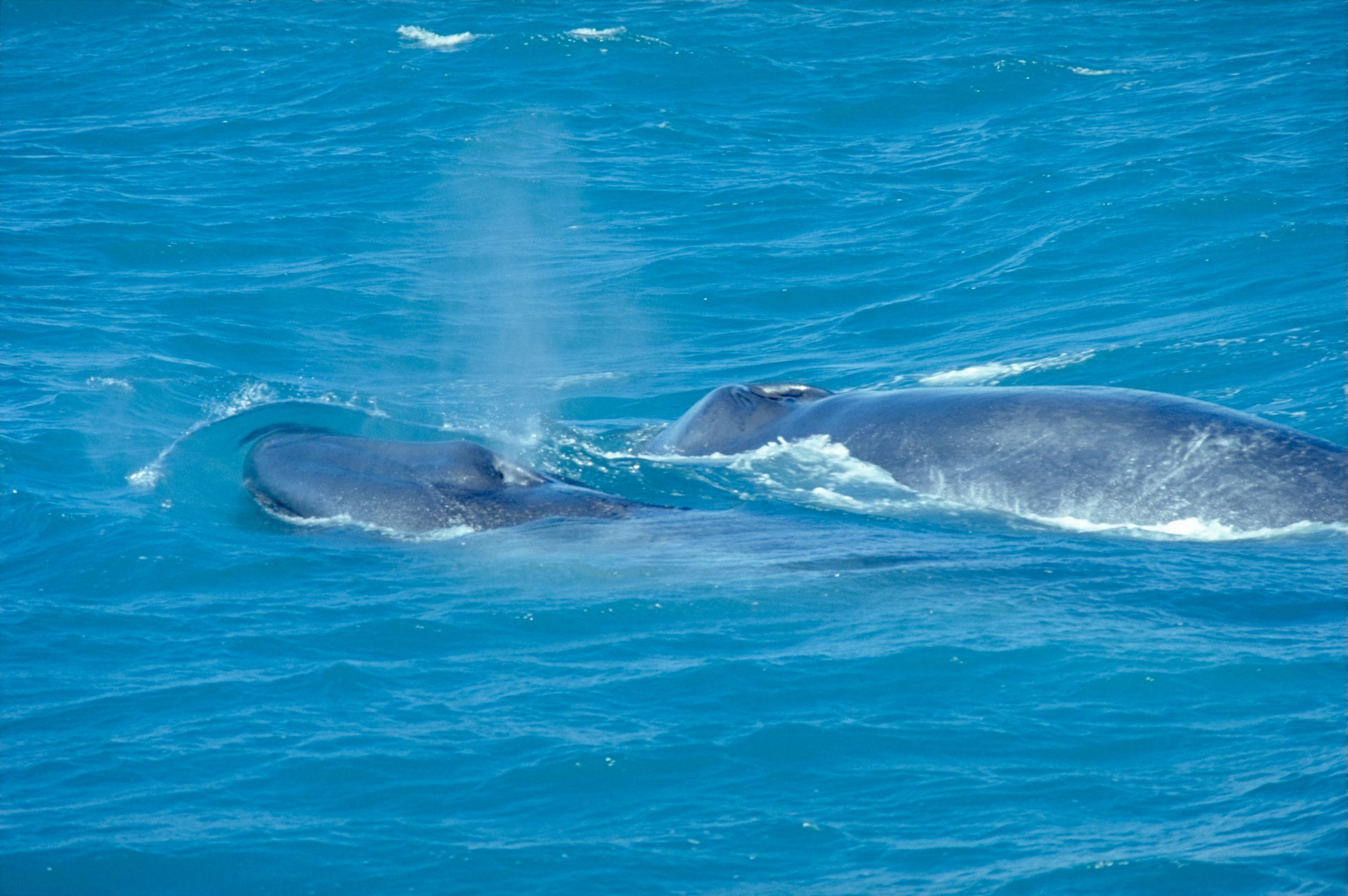
Самка синего кита с детёнышем у побережья Исландии

#### Кормление
Продолжительность молочного кормления около 7 месяцев. За этот срок детёныш вырастает до 16 м (длина среднего взрослого самца кашалота) и имеет массу 23 т. В течение суток детёныш получает до 90 л молока, он прибавляет в массе, в среднем, 44 кг, так что к полутора годам вырастает до 20 м длины и 45—50 т массы. Молоко самки блювала исключительно жирное — содержание жира, по разным данным, от 37 до 50 %, при этом оно чрезвычайно богато белком — жир и белок, вместе взятые, составляют до 50 % молока по массе.

#### Взросление детёныша
По разным данным, половозрелыми синие киты становятся в 5—15 лет; возраст 8—10 лет при этом представляется более вероятным. Самки южного подвида в это время достигают 23,8 м, а северного подвида — 23 м; средняя масса при наступлении половозрелости у самок — около 87 т. Для самок карликового подвида указывается размер при достижении половозрелости в 19,2 м. Минимальная длина беременной самки южного подвида была 34 фута (около 11 м). Полного роста и физической зрелости синий кит достигает, вероятно, в 14—15 лет.
Синий кит, очевидно, моногамное животное. Пары у синих китов образуются надолго; известно, что самец всегда держится неподалёку от самки и не покидает её ни при каких обстоятельствах.

## Статус популяции и угрозы

### Численность

График изменения численности синих китов со времени начала интенсивного промысла

Первоначальная численность синих китов, до начала их интенсивного промысла, оценивалась в 215 тыс. голов. По другим данным, она могла быть ещё больше, до 350 тыс. Первые запреты на промысел синего кита в Северном полушарии относятся к 1939 году; они коснулись лишь отдельных районов. Промысел был полностью запрещён в 1966 году, но запрет промысла, однако, не сразу коснулся синих китов-пигмеев, которых продолжали добывать ещё в сезон 1966—1967 годов.
Современное поголовье синих китов трудно поддаётся оценке. Причина, возможно, в том, что синие киты на протяжении десятилетий изучались не очень активно — так, согласно авторитетным источникам 1984 года, Международная китобойная комиссия начиная с середины 1970-х годов практически не занималась подсчётом поголовья блювалов. В 1984 году сообщалось, что в Северном полушарии обитало не больше 1900 синих китов, в Южном же — около 10 тыс., половина из которых карликового подвида.
По одним данным, во всём мировом океане блювалов сейчас насчитывается от 1300 до 2000, но в таком случае количество этих китов даже ниже, чем 40 лет назад, невзирая на полное отсутствие промысла. Другие источники дают более оптимистичные цифры: 5—10 тыс. блювалов в Южном полушарии и 3—4 тыс. в Северном. Вопрос о количественном распределении мирового поголовья синих китов по отдельным районам также до конца не прояснён. Ряд источников указывает, что в Южном полушарии обитает от 400 до 1400 синих китов, в северной части Тихого океана — около 1480, а число блювалов в остальных районах Северного полушария при этом неизвестно. Относительно Южного полушария (точнее, Южного океана) указываются и другие цифры: 1700 голов с 95%-ной вероятностью, что это число находится между двумя крайними значениями 860 и 2900. При этом в Южном полушарии, согласно данным Международной китобойной комиссии, обитает 6 стад блювалов. Китов южного подвида, которые стали основным объектом внимания китобоев в XX веке, согласно подсчётам 2007 года, остаётся лишь 3 % от поголовья 1914 года.
Рост популяции синих китов идёт медленно, но в ряде мест, например, в районах близ Исландии, прирост после запрета промысла достигал 5 % в год. Американские учёные, проводившие детальное исследование поголовья китообразных у тихоокеанского побережья США, отмечали, что количество синих китов в этих районах на протяжении 1980-х годов имело тенденцию к увеличению. Однако это же исследование содержит вывод об отсутствии данных о росте популяции в Тихом океане в целом. Есть обоснованные опасения, что поголовье синих китов может никогда не восстановиться до первоначальной численности.

### Угрозы современному поголовью
В Международной красной книге отмечается, что в настоящее время прямых угроз популяции синего кита нет. Тем не менее, опасность для них представляют длинные (4—5 км) плавны́е сети, в которых гибнет значительное количество морских млекопитающих, хотя случаи гибели в них синих китов (по крайней мере, в Тихом океане) за изученный период 2003—2007 годов неизвестны. Рыбаки сообщали, что крупные полосатики — синие киты и финвалы — без труда преодолевали такие сети. Однако один случай гибели синего кита в сетях всё же произошёл в 1995 году.
За эти же годы 5 синих китов погибли в Тихом океане от столкновений с судами. По странному стечению обстоятельств, 4 случая из этих 5 произошли в 2007 году. Средний же показатель гибели синих китов от судовых ударов — 1,2 случая в год. Среди наиболее хорошо изученной группы китов, обитающей в заливе Святого Лаврентия, около 9 % животных имеют шрамы, явно полученные при столкновениях с судами, а по ряду оценок этот показатель может быть и 25 %. Это вызвано, в определённой степени, высокой концентрацией блювалов в сочетании с крайне интенсивным судоходством в этом районе. У побережья Западной Канады около 12 % синих китов имеют на шкуре отметины от различных рыболовных снастей. Пока, несмотря на строгую охрану синих китов, даже в местах их наибольшей концентрации не существует ограничений на судоходство. Имеются лишь рекомендации снижать скорость судов, но капитаны, как утверждают наблюдатели, очень редко их выполняют.
Существенную угрозу синим китам представляет загрязнение морей, в том числе нефтепродуктами. Анализы, проведённые в середине 1990-х годов, показали, что в жировой ткани синих китов накапливаются ядовитые химические вещества (полихлорированные дифенилы), попадающие в море. Особенно тревожно, что эти вещества, накапливающиеся в организме беременных самок, передаются детёнышам ещё в утробе. Вследствие малочисленности отдельных стад и, как следствие, инбридинга немаловажную отрицательную роль может играть накопление генетических дефектов и вырождение.
Исследования швейцарских учёных показали, что антропогенный фактор сказывается на поголовье синих китов также и путём нарушения их коммуникаций. Шумовой фон моря за последние несколько десятилетий возрос настолько, что голосовые сигналы крупных усатых китов (и прежде всего, синих) часто заглушаются, особенно если учесть, что шумы, производимые судами, как правило, имеют ту же частоту, что и голоса китов. Поэтому китам становится всё труднее ориентироваться и разыскивать сородичей, что, в свою очередь, затрудняет поиск партнёра для размножения. Особенный ущерб наносят, по мнению американских исследователей, низко- и среднечастотные гидроакустические системы военных кораблей при работе в активном режиме; учёными даже специально изучался вопрос о воздействии на синих китов шумов буксируемых гидроакустических антенн SURTASS, применяемых ВМС США. Указывается, что шумы, производимые судами, могут причинять и непосредственный вред синим китам.

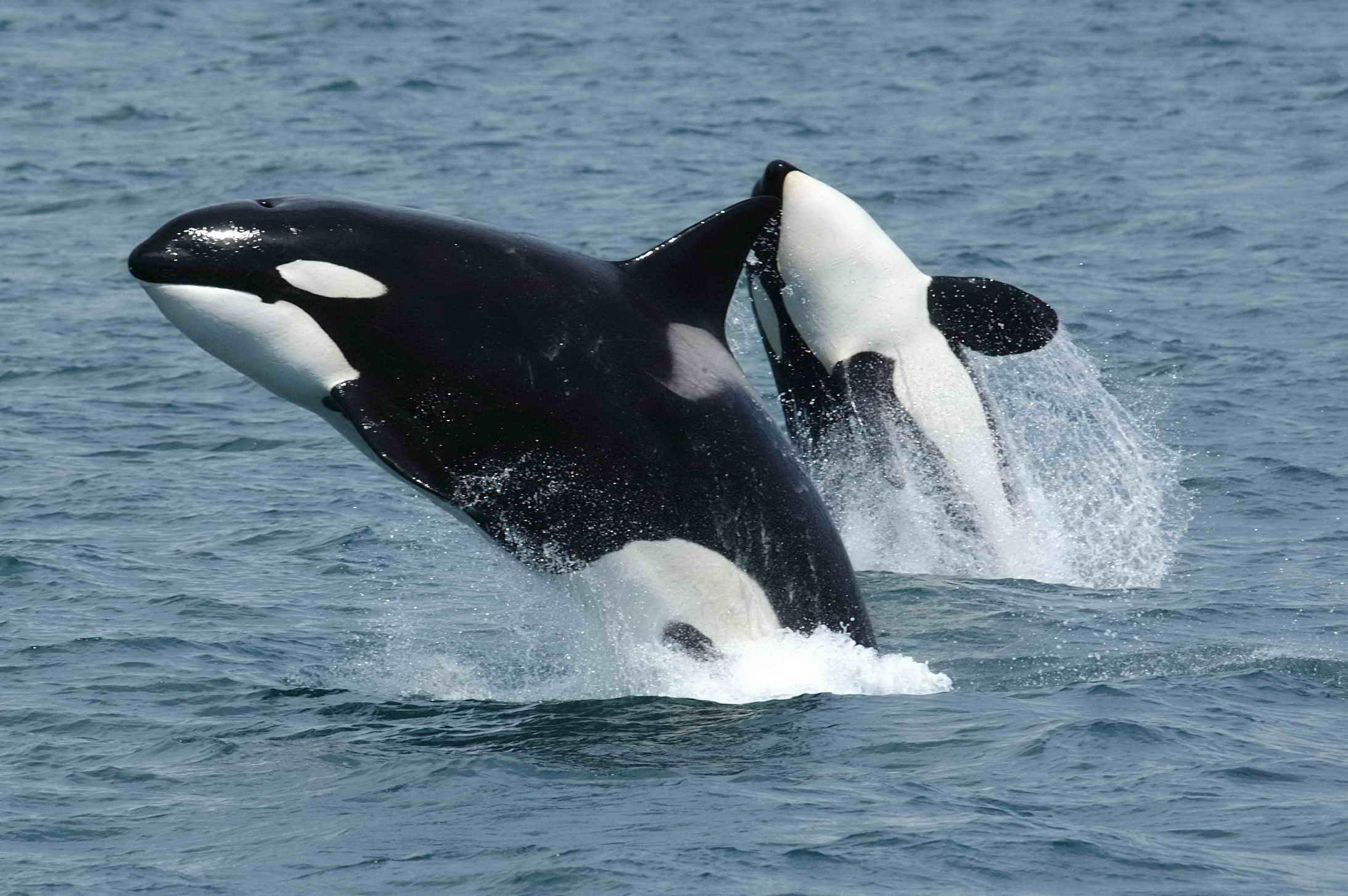
Косатка (Orcinus orca) в Норвежском море. Это единственный естественный враг синего кита

## Естественные враги, болезни и паразиты
Благодаря своему гигантскому размеру синие киты почти не имеют естественных врагов. Однако молодые, а иногда и взрослые особи могут становиться жертвой нападений косаток, которые, действуя сообща, могут разорвать их и съесть. Случаи таких нападений были зарегистрированы исследователями — например, в 1979 году было описано нападение стаи из 30 косаток на молодого блювала. Косатки бросались на кита и отрывали куски шкуры от головы, спины и боков. В 1990 году были описаны два синих кита в заливе Святого Лаврентия, у которых имелись шрамы в виде нескольких параллельных полос, оставленных, как решили исследователи, зубами косаток. В 1925 году в Антарктике наблюдали, как 5 косаток убили взрослого синего кита.
Причины естественной смертности синего кита изучены крайне слабо даже в хорошо исследованных районах мирового океана, таких, как Северная Атлантика. Бывают, видимо, случаи гибели китов подо льдом — в Северном полушарии, очевидно, поздней зимой и ранней весной. В общем, естественная убыль в популяциях синего кита такая же, как и у других полосатиков, — около 4 % в год.
Накожными паразитами, прежде всего, усоногими рачками, синий кит обрастает не очень сильно. Среди накожных паразитов у него чаще всего встречаются рачки-коронулы (Coronula diadema, Coronula reginae). Однако карликовые синие киты значительно сильнее обрастают усоногими (как тело, так и пластины уса). Эндопаразиты (гельминты), насколько это известно, поражают блювала реже, чем других усатых китов, — возможно, потому, что этот кит практически не поедает рыбу, основной источник заражения гельминтами у других китов. Впрочем, у синего кита описывались инвазии гигантских нематод, например, Crassicauda boopis, паразитирующих в кровяном русле и почках. Так, ещё в 1914 году учёные, исследовавшие четырёх синих китов у британского побережья, нашли этих паразитов у двух из них. Более новые исследования в 1940—50-е годы привели к выводу, что заражение этими нематодами для синих китов — обычное явление. Именно поражение Crassicauda boopis может быть одной из главных причин естественной смертности блювалов.

## Синий кит и человек

### Синий кит как объект промысла

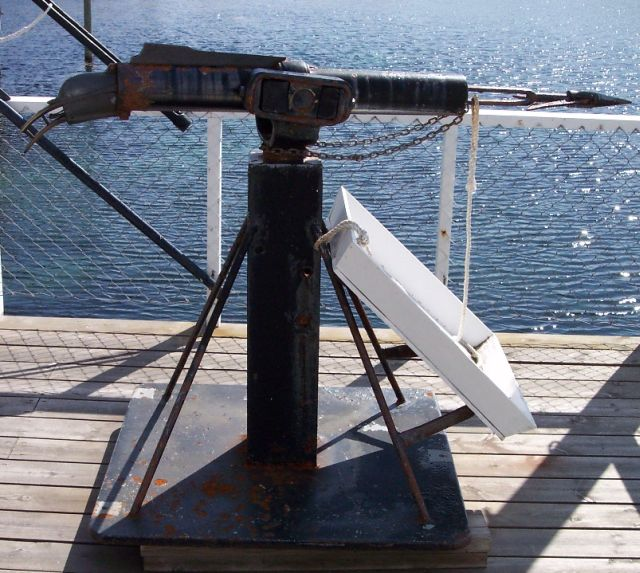
Гарпунная пушка. Её изобретение позволило начать массовый промысел китов-полосатиков

#### История промысла
До 1860-х годов синий кит оставался практически недосягаем для промысловиков. Колоссальный размер и огромная сила делали его чрезвычайно опасным противником, учитывая, что до конца XIX века китобойный промысел в открытом море не был механизирован и вёлся почти исключительно с шлюпок, с применением ручного гарпуна. Раненый синий кит представлял серьёзную опасность для китобойных шхун, которые по водоизмещению (150—300 т) были сопоставимы с китом. Вдобавок парусные шхуны и гребные шлюпки не могли догнать синего кита, а ручной гарпун не обладал достаточной убойной силой. Убитый синий кит, в отличие от гладких китов, обычно тонет, поэтому удержать его на поверхности с помощью шлюпок невозможно. В связи с этим вылов синих китов на протяжении столетий не практиковался; и если к середине XIX века гладкие киты были уже выбиты очень сильно, то случаи намеренной добычи полосатиков вообще и блювалов в частности были исключительно редки. Тем не менее, размеры синего кита могли потенциально приносить китобоям большую выгоду и постоянно привлекали их внимание.
Первые случаи целенаправленной добычи синих китов относятся к 1868 году. Это связано с настоящей революцией в китобойном промысле, позволившей наладить массовый забой полосатиков, которая произошла с изобретением гарпунной пушки и т. н. копья-гранаты. Это оружие — прообраз гарпунов XX века, применявшихся вплоть до 1980-х годов, — было изобретено упоминавшимся выше Свеном Фойном и представляло собой тяжёлый металлический гарпун, имевший в головной части пороховой заряд, выстреливавшийся из установленной на судне дульнозарядной пушки. При попадании заряд взрывался, чего было уже достаточно для надёжного поражения синего кита, после чего раскрывались стальные лапы у острия гарпуна и прочно удерживали оружие в туше. Применение пушки, укреплённой непосредственно на судне, позволило отказаться от применения вельботов. Судно же, в отличие от шлюпок, могло удержать забитого блювала на воде. Свен Фойн, вышедший в 1868 году в первое плавание на шхуне с гарпунной пушкой и другими усовершенствованиями, взял небывалый по тем временам улов — 30 полосатиков, большинство из них синие киты. Вскоре был доработан механизм удержания забитого кита на плаву — тушу накачивали воздухом с помощью насоса.

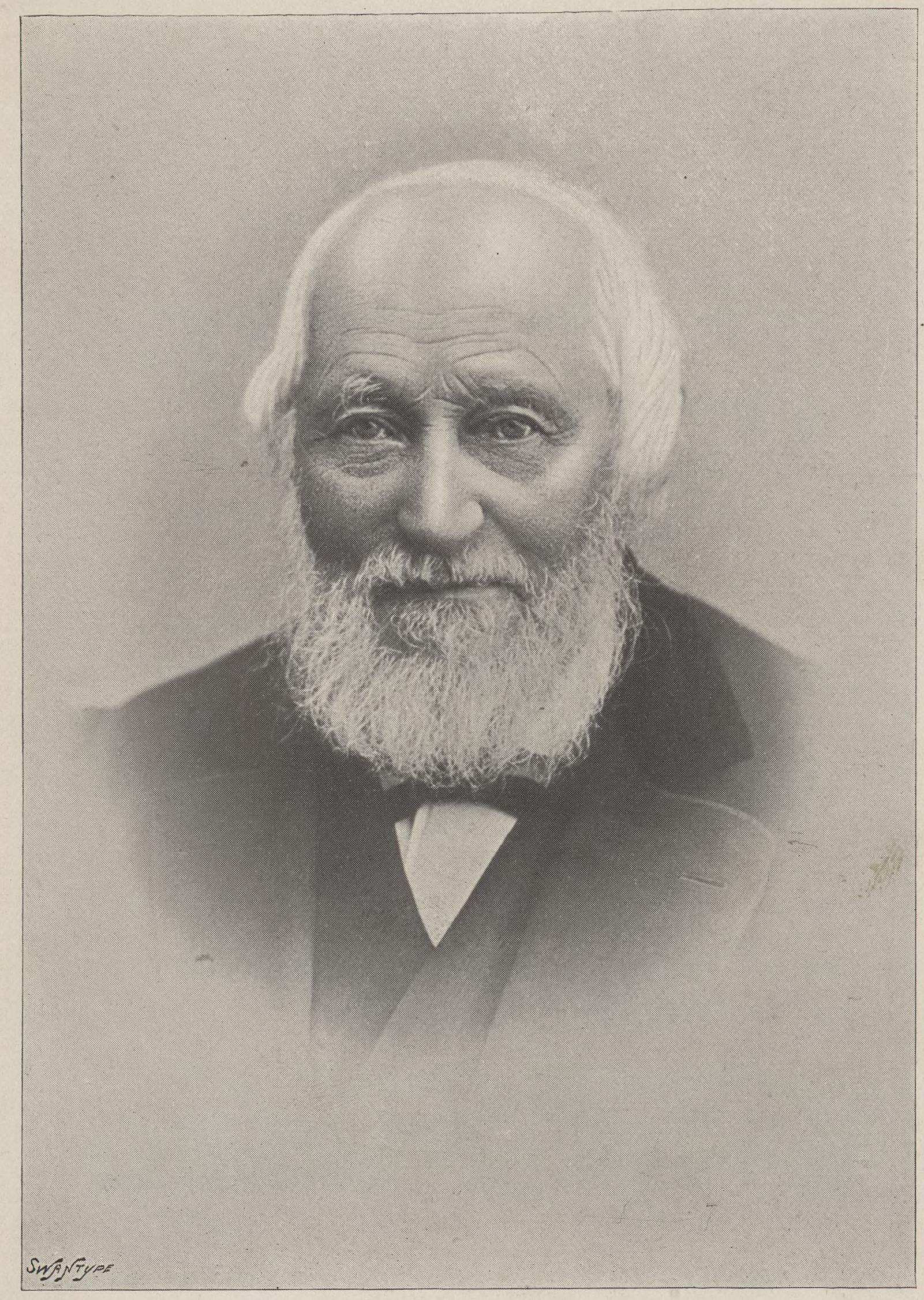
Свен Фойн (1809—1894), изобретатель гарпунной пушки, гарпуна с разрывным зарядом и других современных орудий китобойного промысла

Но промысел синих китов оставался труден даже с использованием паровых судов с гарпунной пушкой. Сохранилось описание охоты на синего кита в 1892 году, когда английская паровая китобойная шхуна загарпунила блювала, но не смогла его удержать:
Эта рыба тащила за собой китобоец и три его шлюпки, от которых к ней тянулись шесть линей, в течение четырнадцати часов; затем запустили машину, судно дало задний ход, и лини оборвались.
Добыча блювалов приобрела широкий размах после Первой мировой войны. Это было вызвано сразу несколькими причинами — во-первых, стада горбатого кита истощились, и появилась необходимость найти новый источник китового жира и уса; во-вторых, в связи с техническим прогрессом, орудия лова китов стали ещё совершеннее. В 1925 году была введена в строй первая плавучая фабрика по разделке китовых туш непосредственно в море, в связи с чем отпала необходимость каждый раз буксировать огромные туши к береговой или заякоренной станции. С 1914 по 1924 годы добывалось ежегодно от 2 до 6 тыс. синих китов, но затем темп их забоя резко ускорился — в течение 1920—30-х годов синий кит стал одним из важнейших (а по мнению ряда источников, и самым важным) объектов китобойного промысла. Основной промысел был сосредоточен в антарктических водах, где было взято около 97 % всех добытых в XX веке синих китов. Китобойный сезон 1928—29 годов дал 12 734 туши блювалов. Пик добычи пришёлся на 1931 год, когда было забито больше 29 тыс. голов.
Такой интенсивный вылов в течение нескольких лет подорвал поголовье блювалов. Уже в сезон 1936—37 и 1938—39 годов, при прежней активности китобоев удалось добыть только по 14—15 тыс. голов. Взрослые особи были выбиты настолько сильно, что в 1946 году (после Второй мировой войны, во время которой китобойный промысел почти не вёлся и поголовье китов могло несколько восстановиться) большинство синих китов, забитых в Южном полушарии, были неполовозрелыми. Процент незрелых синих китов в общем улове рос очень быстро и к 1963 году достиг 80. Синие киты очень быстро становились редкими. В 1962 году из 60 тыс. добытых китов синих было всего 372; в 1963 — около 900 голов, но это был последний год их интенсивной добычи. Однако, несмотря на явное падение численности блювалов, далеко не все специалисты в те годы верили в серьёзность угрозы их поголовью.
Общее количество забитых синих китов за всё время интенсивного промысла оценивается по-разному, но в любом случае составляет около 325—360 тыс. только в антарктических водах (подсчёты Международной китобойной комиссии в 2006 году дали точную цифру в 341 830 голов). Важность синего кита как объекта промысла подчёркивается, например, тем, что именно один синий кит был принят Международной китобойной комиссией за условную единицу при подсчёте добычи китов (квоты на вылов всех видов китов выдавались в синих китах — в 1956 году в 14 500 единиц синих китов, в 1962 — 15 000 единиц синих китов). Расчёты были сложны — к примеру, в китобойный сезон 1965—66 годов была выделена квота в 4500 единиц синих китов, общий же улов составил 4083 единицы, куда вошли многие тысячи других полосатиков: 2312 финвала и 17 558 сейвалов. Обычно 1 условный синий кит равнялся 1 синему же киту, 2 финвалам, 2,5 горбатым китам или 6 сейвалам.
Основные районы промысла синих китов располагались в Северном полушарии у юго-востока Японии, близ Курильских островов, восточной части Алеутской гряды и южнее (в заливе Аляска). Блювалов добывали у берегов Британской Колумбии, Калифорнии, Мексики, а в Атлантическом океане — в водах Норвегии, Исландии, Шотландии и Ирландии и у Ньюфаундленда; в меньшей степени у запада Гренландии, Фарерских островов и Шпицбергена и изредка у берегов Испании и Португалии.
Последние зарегистрированные случаи (незаконной) добычи синих китов произошли у испанского побережья в 1978 году. Есть, однако, данные, что первые несколько лет после запрета на вылов синих китов их продолжали добывать советские и, по-видимому, японские китобои — через 30 лет после введения запрета на забой блювалов на японском рынке учёными было обнаружено мясо синего кита, со 100%-ной точностью идентифицированное с помощью генетических методов.

#### Продукты, получаемые от синего кита

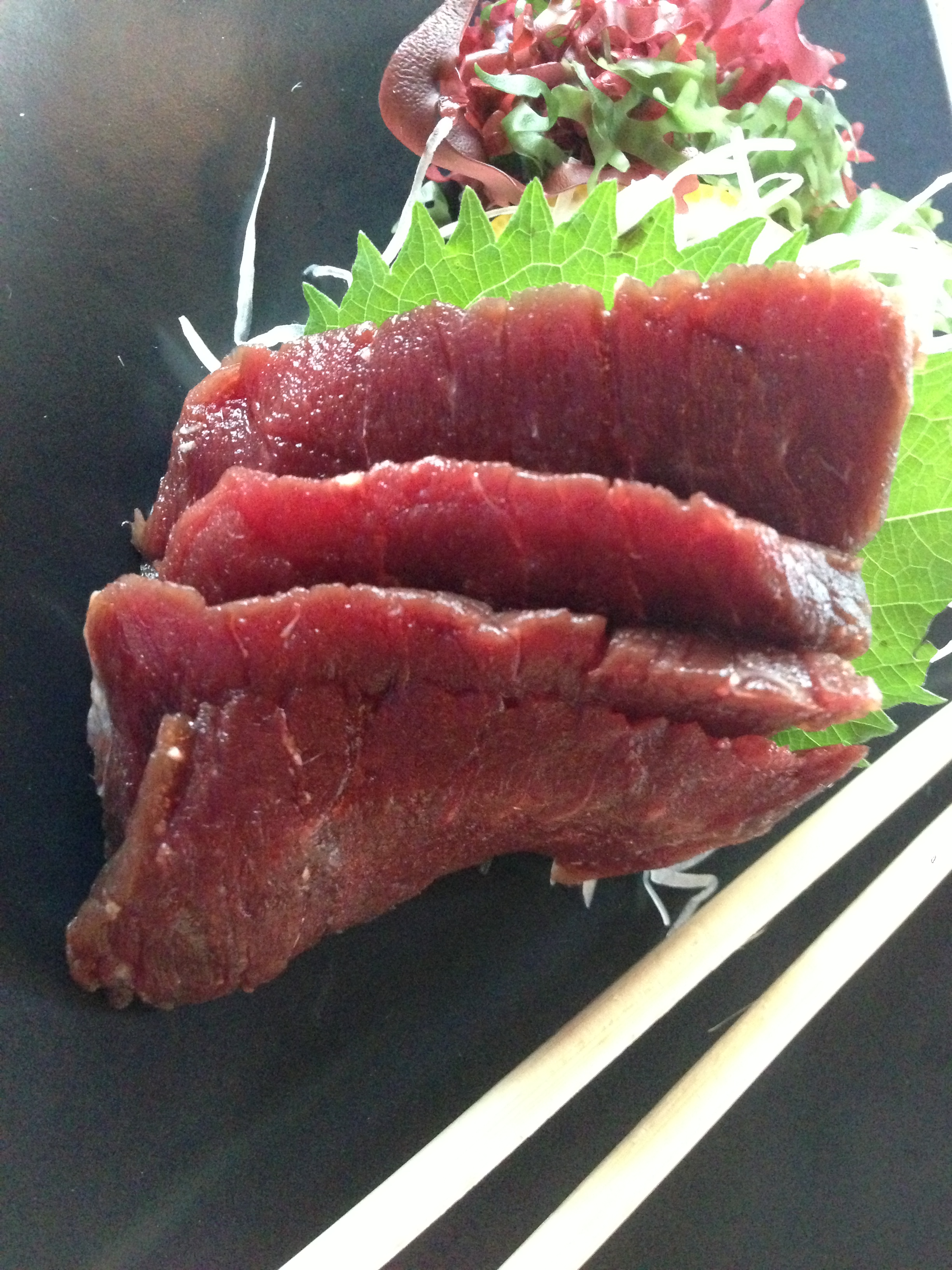
Сашими из мяса синего кита

Синий кит давал те же продукты, что и другие усатые киты, только в значительно большем количестве. Синий кит длиной около 30 м давал примерно 27 т ворвани (из которых 13,5 т получали непосредственно из подкожного жира, 6,5 т — из мяса и 7 т — из костей). От одного из крупнейших синих китов, добытого советскими китобоями, весившего 150 т, получили 45 т жира. В среднем из подкожного жира синего кита получали около 60 % ворвани по массе, но в этом смысле наибольший эффект достигался при вытапливании жира со спины, который вытапливается на 80 %, а жир с боков — всего на 34 %.
Свежая туша синего кита разделывалась незамедлительно после забоя, поскольку подкожное сало быстро портилось — через 33 часа оно было уже совершенно непригодно для вытопки. Из-за высокой теплоизоляции, которую обеспечивает жировой слой, тепло, выделявшееся при процессе разложения, почти не выходило наружу, поэтому туша забитого кита очень быстро начинала разогреваться изнутри. Мясо забитого синего кита, если тушу не разделывали, начинало подвариваться уже через 20 часов.
Мясо синего кита, как и мясо других усатых китов, вполне съедобно, в отличие от мяса зубатых китов, например, кашалота, которое имеет сильный неприятный запах ворвани. Мясо молодых синих китов достаточно мягкое и нежное, розово-красного цвета. У старых китов оно имеет тёмно-красный цвет и жёсткое. Из мяса приготовлялся также мясной концентрат, бывший вполне приемлемой заменой для говяжьего концентрата Bovril. Китовое мясо особенно ценится в Японии, где относится к дорогим и изысканным деликатесам: 1 кг китового мяса в 2002 году стоил в супермаркете в Симоносеки 158 долл.. От одного синего кита, в среднем, получали около 60 т мяса. Наиболее ценным считалось мясо с брюха кита. Его жирность сильно варьировалась, в зависимости от упитанности блювала и его пола — от 1,39 % у тощего самца до 8 % у сильно ожиревшей беременной самки.
Китовый ус до широкого внедрения пластмасс представлял весьма большу́ю ценность, из него делали самые различные изделия. В конце XIX века один из магазинов в Бостоне, специализировавшийся на продаже продуктов китобойного промысла, предлагал ассортимент из 53 видов бытовых изделий из китового уса (корсеты и другие детали женской и мужской одежды, щётки, пружины для кроватей и т. д.).

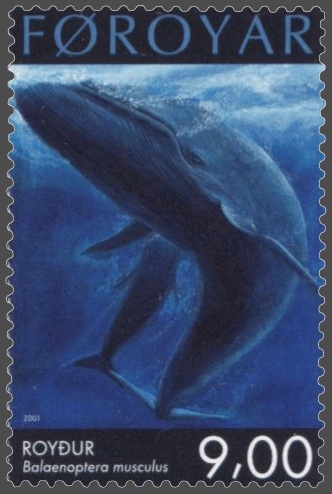
Марка Фарерских островов с изображением синего кита

### Чучела и скелеты в музеях
В начале XXI века в музеях мира экспонируются около десяти скелетов синего кита.
- Скелет 28-метровой самки синего кита, загарпуненной советскими китобоями в сезон 1964—65 годов, имеется в музее Института биологии моря во Владивостоке. В музее скелет выставляется только с 2001 года — свыше 30 лет он пробыл на складах в разных местах, что отрицательно сказалось на его состоянии. Чтобы подготовить его к экспозиции, понадобилась сложная реставрация. Исследования этого скелета, проведённые в 1972 году, оказались первыми данными о морфометрии полного скелета блювала[77].
- Элементы скелета синего кита находятся в Зоологическом музее МГУ[77]
- 27-метровый скелет экспонируется в Зоологическом институте РАН в Санкт-Петербурге. Этот кит погиб в 1827 году во время отлива на песчаной отмели близ бельгийского города Остенде. Среди горожан, собравшихся посмотреть на редкого зверя, были учёные, подробно описавшие кита, и художники, запечатлевшие это событие на нескольких гравюрах. Скелет демонстрировался в Великобритании, Франции и США, а в 1856 году был выкуплен российским подданным Е. Балабиным и передан музею[78].
- Муляж синего кита и полный скелет экспонируются в лондонском Музее естественной истории (для этого, а также для других экспонатов китообразных, организован отдельный зал).
- Скелет блювала выставлен под открытым небом в Калифорнийском университете (г. Санта-Круз).
- Скелет молодого синего кита длиной больше 20 метров с 1998 года выставлен в Музее китобойного промысла[англ.] в американском городке Нью-Бедфорд (штат Массачусетс). Этот кит погиб от удара судна[79].
- Канадский музей природы в Оттаве располагает скелетом синего кита с 2010 года[80].

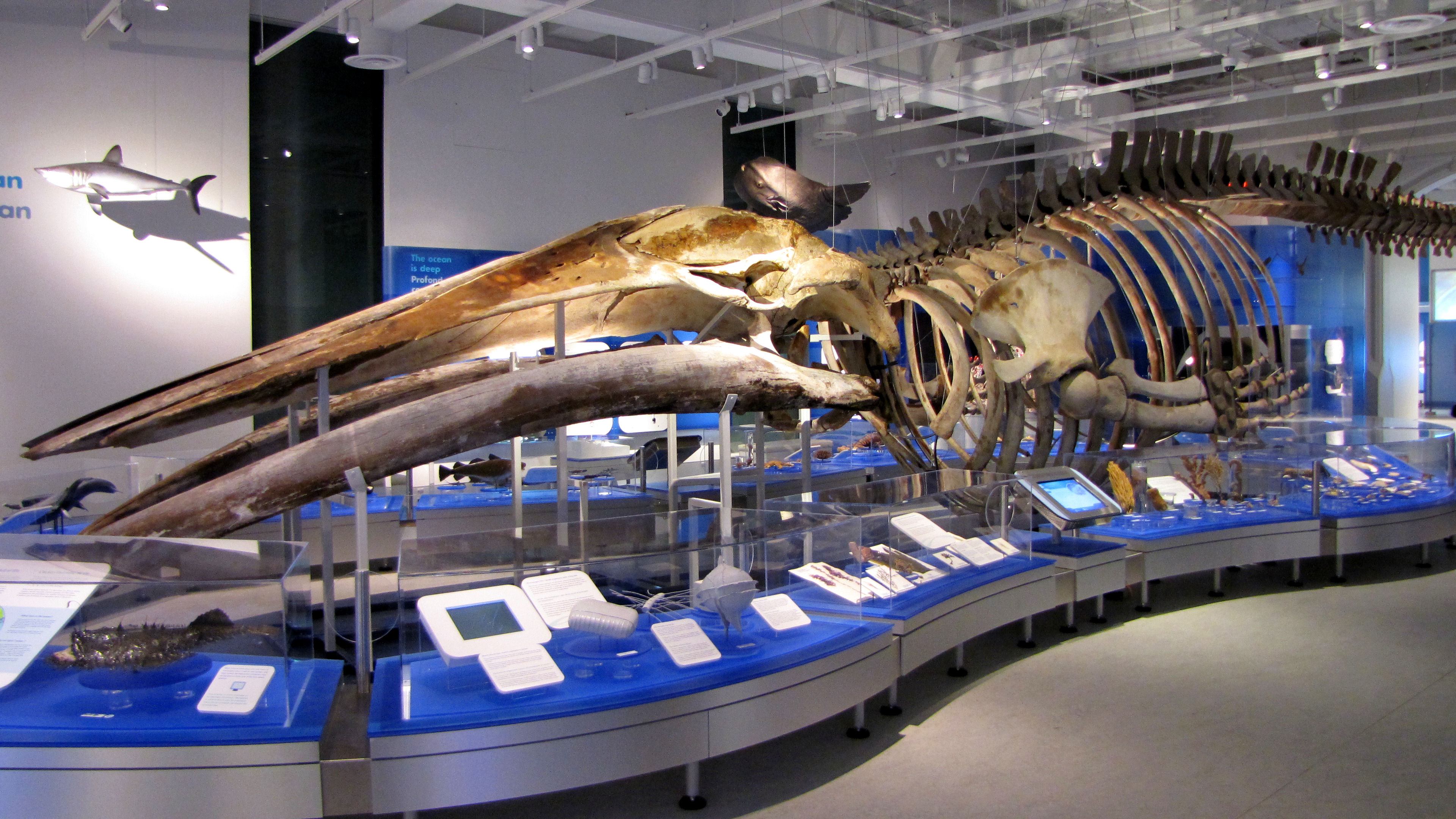
Скелет синего кита в Канадском музее природы

- Скелет синего кита карликового подвида выставлен в Мельбурнском музее (Австралия). Этот кит был выброшен морем на берег в 1992 году, но причина смерти была, видимо, естественной[81].
- В 1865 году в шведском городе Гётеборг прибило к берегу тушу синего кита. Из кита сделали чучело, которое до сих пор хранится в городском музее. Скелет этого кита выставлен рядом. По случаю 100-летия этого события в 1965 году был выпущен почтовый штемпель Гётеборга с изображением синего кита[64].
- В 2002 году чучелом синего кита стал обладать музей китобойного промысла в норвежском городе Саннефьорд. Мёртвый кит был обнаружен на побережье острова Ян-Майен. На изготовление чучела ушло три года (большой проблемой была очистка туши и костей от грязи, а также поиск недостающих частей скелета)[82].
- В Национальном музее Шотландии в Эдинбурге хранится слепок плавника синего кита, который в 1831 году выбросился на берег в заливе Ферт-оф-Форт[82][83].
- Скелет синего кита, весящий около 9 т, выставлен в музее новозеландского городка Литтелтон. Туша кита, из которой был получен этот скелет, была найдена в 1909 году[20].

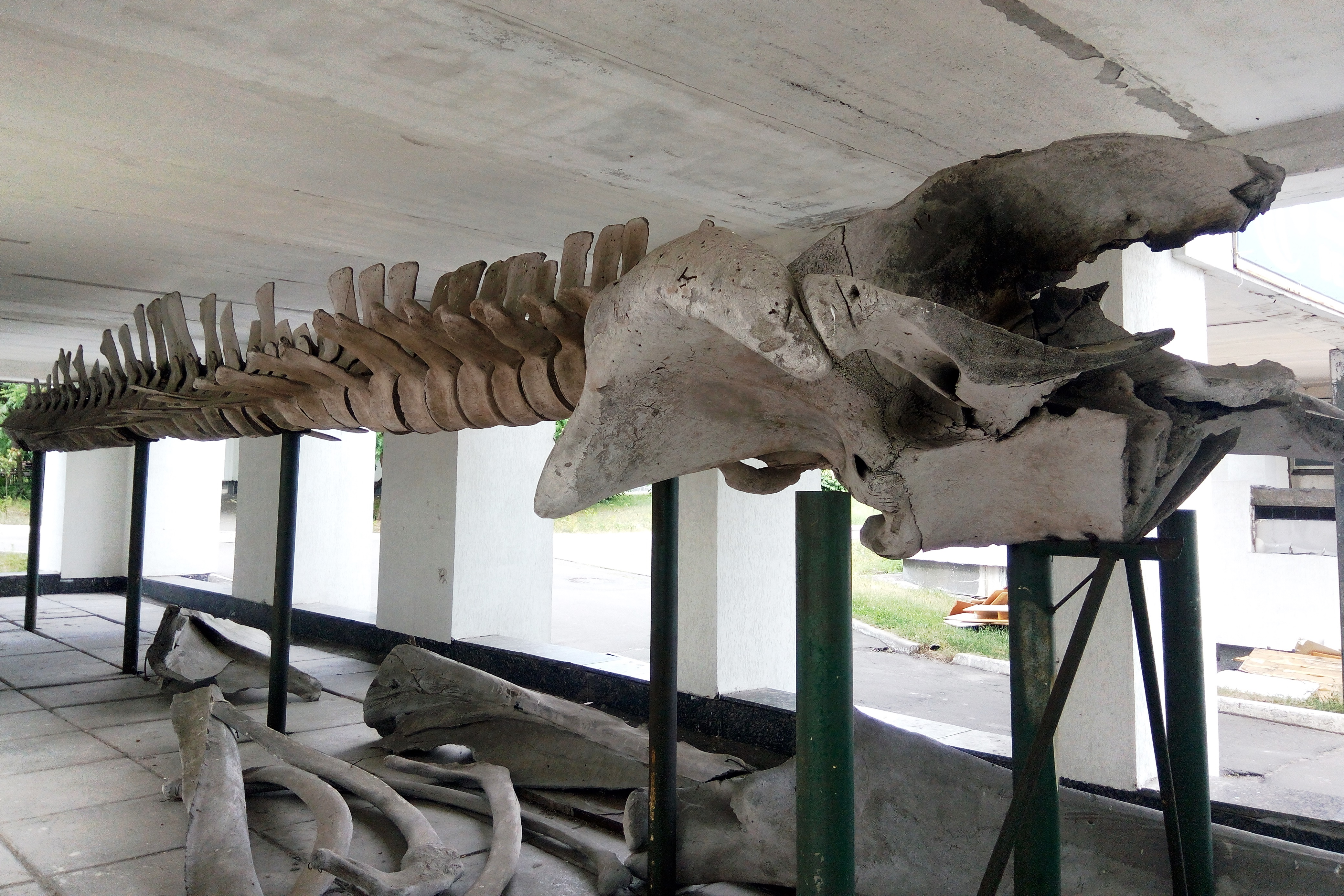
Скелет синего кита возле учебного корпуса № 12 НУБиП Украины в Киеве

- Скелет синего кита возле учебного корпуса № 12 НУБиП Украины в КиевеВ музеях Украины экспонируются три скелета синего кита: в Зоологическом музее Одесского национального университета имени И. И. Мечникова (27 м), в Природоведческом музее Черновицкого национального университета имени Юрия Федьковича (27 м) и в Краеведческом музее г. Херсона (30 м). Черновицкому университету скелет был подарен китобойной флотилией «Слава». Данный синий кит массой 100 тонн и длиной 27 м был добыт в Антарктике в рейсе «Славы» 1951 года[84].